# Фрагосо, Хавьер
Хавьер Гонсало Фрагосо Родригес (исп. Javier Gonzalo Fragoso Rodríguez; 19 апреля 1942, Мехико — 28 декабря 2014, Куэрнавака) — мексиканский футболист, участник чемпионатов мира (1966, 1970).

## Биография

### Клубная карьера
Фрагосо начал карьеру в клубе «Америка», в составе которой стал чемпионом Мексики в 1966 году, а также выиграл 2 Кубка Мексики в 1964 и 1965 годах.
В 1970 году перешёл в «Сакатепек», в котором играл два сезона, после чего играл один сезон за «Пуэблу». Последним клубом в карьере Фрагосо стал «Сакатепек», в который он вернулся, где завершил карьеру игрока.

### Карьера в сборной
В составе сборной Мексики принимал участие на ЧМ-1966 и ЧМ-1970, а также в футбольном турнире Летней Олимпиады 1964 года, на которой мексиканцы не вышли из группы. Всего за сборную Мексики сыграл 46 матчей, в которых забил 19 голов.

### Смерть
Скончался 28 декабря 2014 года в возрасте 72 лет.

## Достижения
«Америка» Мехико
- Чемпион Мексики (1): 1965/66
- Обладатель Кубка Мексики (2): 1964, 1965